# 4 x 100 meter medley för herrar i simning vid olympiska sommarspelen 2020
Herrarnas 4×100 meter medley vid olympiska sommarspelen 2020 avgjordes 30 juli–1 augusti 2021 i Tokyo Aquatics Centre.
Det var 16:e gången 4×100 meter medley fanns med som en gren vid OS. Grenen har varit med i varje upplaga av olympiska sommarspelen sedan 1960.

## Rekord
Före tävlingarna gällde dessa rekord:
| Världsrekord     | - USA (USA) - Aaron Peirsol (52,19) - Eric Shanteau (58,57) - Michael Phelps (49,72) - David Walters (46,80) | 3.27,28 | Rom, Italien              | 2 augusti 2009  | [ 2 ] [ 3 ] |
| Olympiskt rekord | - USA - Ryan Murphy (51,85) - Cody Miller (59,03) - Michael Phelps (50,33) - Nathan Adrian (46,74)           | 3.27,95 | Rio de Janeiro, Brasilien | 13 augusti 2016 | [ 4 ] [ 5 ] |

Följande rekord slogs under tävlingen:
| Datum     | Tävling | Namn                                                                                         | Nation | Tid     | Rekord |
| --------- | ------- | -------------------------------------------------------------------------------------------- | ------ | ------- | ------ |
| 1 augusti | Final   | - Ryan Murphy (52,31) - Michael Andrew (58,49) - Caeleb Dressel (49,03) - Zach Apple (46,95) | USA    | 3.26,78 | 0VR0   |

## Schema
Alla tiderna är UTC+9.
| Datum          | Tid   | Omgång      |
| -------------- | ----- | ----------- |
| 30 juli 2021   | 21:10 | Försöksheat |
| 1 augusti 2021 | 11:36 | Final       |

## Resultat

### Försöksheat
Lagen med de 8 bästa tiderna gick vidare till final.
| Placering | Heat | Bana | Nation         | Simmare | Tid     | Noteringar |
| --------- | ---- | ---- | -------------- | --- | ------- | ---------- |
| 1         | 1    | 5    | Italien        | Thomas Ceccon (53,20) Nicolò Martinenghi (57,94) Federico Burdisso (51,46) Alessandro Miressi (47,42)               | 3.30,02 | Q          |
| 2         | 2    | 4    | Storbritannien | Luke Greenbank (53,79) James Wilby (59,16) James Guy (50,77) Duncan Scott (47,75)                                   | 3.31,47 | Q          |
| 3         | 2    | 5    | ROC            | Grigoriy Tarasevich (53,20) Anton Tjupkov (59,55) Mikhail Vekovishchev (51,20) Vladislav Grinev (47,71)             | 3.31,66 | Q          |
| 4         | 1    | 6    | Kina           | Xu Jiayu (52,82) Yan Zibei (58,32) Sun Jiajun (51,81) He Junyi (48,77)                                              | 3.31,72 | Q          |
| 5         | 2    | 3    | Japan          | Ryosuke Irie (53,20) Ryuya Mura (59,62) Naoki Mizunuma (51,42) Katsumi Nakamura (47,78)                             | 3.32,02 | Q          |
| 6         | 1    | 3    | Australien     | Mitch Larkin (53,46) Zac Stubblety-Cook (59,11) David Morgan (51,97) Kyle Chalmers (47,54)                          | 3.32,08 | Q          |
| 7         | 1    | 4    | USA            | Hunter Armstrong (53,51) Andrew Wilson (59,20) Tom Shields (51,33) Blake Pieroni (48,25)                            | 3:32.29 | Q          |
| 8         | 1    | 1    | Kanada         | Markus Thormeyer (53,66) Gabe Mastromatteo (59,97) Joshua Liendo (50,92) Yuri Kisil (47,82)                         | 3.32,37 | Q          |
| 9         | 1    | 2    | Polen          | Kacper Stokowski (54,67) Jan Kozakiewicz (59,24) Jakub Majerski (50,66) Jakub Kraska (48,05)                        | 3.32,62 | 0NR0       |
| 10        | 2    | 2    | Frankrike      | Yohann Ndoye Brouard (52,77) Antoine Viquerat (59,94) Léon Marchand (52,05) Mehdy Metella (48,65)                   | 3.33,41 |            |
| 11        | 2    | 7    | Tyskland       | Marek Ulrich (54,52) Lucas Matzerath (58,70) Marius Kusch (52,38) Damian Wierling (48,48)                           | 3.34,08 |            |
| 12        | 1    | 7    | Belarus        | Mikita Tsmyh (55,50) Ilya Shymanovich (58,20) Yauhen Tsurkin (52,38) Artsiom Machekin (48,74)                       | 3.34,82 |            |
| 13        | 1    | 8    | Ungern         | Richárd Bohus (53,51) Tamás Takács (1.00,57) Hubert Kós (51,94) Péter Holoda (48,89)                                | 3.34,91 |            |
| 14        | 2    | 1    | Grekland       | Eyaggelos Makrygiannis (54,07) Konstadinos Meretsolias (1.00,62) Andreas Vazaios (53,36) Apostolos Christou (48,23) | 3.36,28 |            |
| 15        | 2    | 6    | Brasilien      | Guilherme Guido (54,11) Felipe Lima Vinicius Lanza Marcelo Chierighini                                              | DSQ     |            |
| 15        | 2    | 8    | Litauen        | Danas Rapšys (54,71) Andrius Šidlauskas Deividas Margevičius Simonas Bilis                                          | DSQ     |            |

### Final
| Rank | Lane | Nation         | Swimmers                                                                                              | Time    | Notes |
| ---- | ---- | -------------- | --- | ------- | ----- |
| 1    | 1    | USA            | Ryan Murphy (52,31) Michael Andrew (58,49) Caeleb Dressel (49,03) Zach Apple (46,95)                  | 3:26.78 | 0VR0  |
| 2    | 5    | Storbritannien | Luke Greenbank (53,63) Adam Peaty (56,53) James Guy (50,27) Duncan Scott (47,08)                      | 3.27,51 | 0ER0  |
| 3    | 4    | Italien        | Thomas Ceccon (52,52) Nicolò Martinenghi (58,11) Federico Burdisso (51,07) Alessandro Miressi (47,47) | 3.29,17 | 0NR0  |
| 4    | 3    | ROC            | Jevgenij Rylov (52,82) Kirill Prigoda (59,06) Andrej Minakov (50,31) Kliment Kolesnikov (47,03)       | 3.29,22 |       |
| 5    | 7    | Australien     | Mitch Larkin (53,19) Zac Stubblety-Cook (58,67) Matthew Temple (50,78) Kyle Chalmers (46,96)          | 3.29,60 |       |
| 6    | 2    | Japan          | Ryosuke Irie (53,05) Ryuya Mura (58,94) Naoki Mizunuma (50,88) Katsumi Nakamura (47,04)               | 3.29,91 | 0AR0  |
| 7    | 8    | Kanada         | Markus Thormeyer (53,69) Gabe Mastromatteo (59,67) Joshua Liendo (51,02) Yuri Kisil (48,04)           | 3.32,42 |       |
| 8    | 6    | Kina           | Xu Jiayu (52,77) Yan Zibei (58,35) Sun Jiajun He Junyi                                                | DSQ     |       |